# Příbram sídliště
Příbram sídliště, často nesprávně označována (i na cedulích přímo v zastávce) jako Příbram-sídliště, je železniční zastávka v jižní části okresního města Příbrami, v km 71,852–71,942 trati Zdice–Protivín, v jízdním řádu označené číslem 200. Provoz zde byl zahájen v říjnu 2020.
Zastávku obsluhují osobní vlaky linky S60, jezdící mezi Berounem a Blatnou (popřípadě zkrácená linka S60 Zdice–Březnice nebo Beroun–Strakonice a opačně) v základním taktu 120 minut, ve špičce pak 60 minut. Město vede jednání o tom, že by zde mohly v budoucnu zastavovat také rychlíky linky R26 v trase Praha hlavní nádraží – Písek – České Budějovice. Od 12. prosince 2022 zde začal v ranních hodinách pracovních dnů zastavovat první a zatím jediný rychlík, jedoucí z Písku do Prahy.

## Historie
Snahy o zřízení železniční zastávky v jižní části Příbrami se poprvé objevily již ve druhé polovině 80. let 20. století, kdy byla dokončena přilehlá sídliště Křižák a Fialka. Druhou uvažovanou lokalitou, vytipovanou v 90. letech, byla oblast u plaveckého bazénu a zimního stadionu. K realizaci žádné z navrhovaných variant však nakonec nedošlo a zastávce přestala být věnována pozornost až do komunálních voleb v roce 2014.
Drážní úřad zastávku schválil v dubnu 2018 s blíže neurčeným datem jejího otevření.
Samotná stavba zastávky společností GJW Praha započala v květnu 2020. Celkové náklady na výstavbu se vyšplhaly do výše 34,6 milionů korun. Mimo stavby vlastní zastávky došlo také k rekonstrukci železničního svršku a spodku v délce 145 metrů. Slavnostní otevření se konalo 1. října 2020, ačkoliv v elektronických jízdních řádech byly vlaky chybně uváděny již o den dříve.

## Popis zastávky
Zastávka se nachází pod opěrnou zdí areálu hasičské základny a je tvořena jedním nástupištěm, dlouhým 90 metrů a širokým tři metry. Na něm se nachází přístřešek s lavičkami, odpadkovými koši a označovačem jízdenek PID. Informace poskytuje cestujícím elektronická informační tabule s LED technologií a také hlášení rozhlasu.
Mezi areály záchranné služby a hasičů vede k zastávce přístupový chodník vybudovaný městem. Druhou přístupovou cestu tvoří zabezpečený přechod přes trať. Přístupnost pro nevidomé je plně zajištěna pomocí vodicích linií a varovných a signálních pásů. Nástupiště je ve standardní výšce 550 milimetrů nad temenem kolejnice, takže i samotný nástup do vlaku je jednodušší.